# Les Nans
Nans – miejscowość i gmina we Francji, w regionie Burgundia-Franche-Comté, w departamencie Jura.
Według danych na rok 1990 gminę zamieszkiwało 100 osób, a gęstość zaludnienia wynosiła 12 osób/km² (wśród 1786 gmin Franche-Comté Nans plasuje się na 643. miejscu pod względem liczby ludności, natomiast pod względem powierzchni na miejscu 539.).